# Gouverneurswahl in Texas 1853

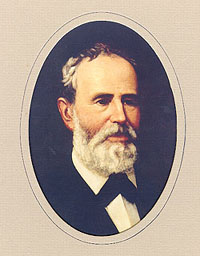
Elisha M. Pease

Die Wahl des Gouverneurs von Texas des Jahres 1853 fand im November 1853 statt. Aus der Wahl ging der Unionist Elisha M. Pease als Sieger hervor.

## Ergebnis
| Kandidat              | Stimmen | %      |
| --------------------- | ------- | ------ |
| Elisha M. Pease       | 13.091  | 36,68  |
| William B. Ochiltree  | 9.178   | 25,71  |
| George T. Wood        | 5.983   | 16,76  |
| Lemuel D. Evans       | 4.677   | 13,10  |
| Thomas J. Chambers    | 2.449   | 6,86   |
| John W. S. Dancy      | 315     | 0,88   |
| Gesamt                | 35.693  | 100,00 |
| Quelle: Texas Almanac |         |        |